# Anatoli Iwanowitsch Lipinski
Anatoli Iwanowitsch Lipinski (russisch Анатолий Иванович Липинский; * 7. Juni 1959 in Noginsk, Oblast Moskau) ist ein russischer Konteradmiral i. R. Er war Kommandeur der Leningrader Marinebasis (2006–2009) und der Noworossijsker Marinebasis (2009–2010).

## Leben
Lipinski absolvierte 1981 die Kaspische Rotbanner-Offiziershochschule der Seestreitkräfte S.M. Kirow und begann seine militärische Laufbahn in der Nordflotte als Gefechtsabschnittskommandeur für Navigation (GA-1). Er fand anschließend als Erster Offizier und von 1985 bis 1990 als Kommandant eines kleinen U-Jagdschiffes Verwendung. Nach Absolvieren der Seekriegsakademie N. G. Kusnezow 1993 diente er in der Pazifikflotte als Kommandant des Zerstörers der Kriwak-Klasse Retiwy, als Erster Offizier und von 1996 bis 1998 als Kommandant des Lenkwaffenkreuzers Warjag. Von 1998 bis 2001 wurde er als Stabschef einer Schiffsdivision, von 2001 bis 2004 als Kommandeur einer Landungsschiffsbrigade und von 2004 bis 2006 als Kommandeur des Militärkreises Sowetskaja Gawan eingesetzt. Im November 2006 wurde er Kommandeur der Leningrader Militärbasis. Lipinski wurde am 17. Juli 2009 zum Kommandeur der Noworossijsker Marinebasis bestimmt. In den russischen Medien war sein Name häufig in Verbindung mit kommerziellen Tätigkeiten auf militärischen Liegeplätzen präsent. Ein Zusammenhang mit der Anweisung zu seiner neuen Tätigkeit wurde verneint. Am 21. September 2010 wurde er aus Altersgründen in den Ruhestand entlassen.
Lipinski arbeitet nach Absolvieren der Sankt Petersburger juristischen Akademie seit 2010 als Jurist. Er ist verheiratet sowie Vater einer Tochter und zweier Söhne.

## Auszeichnungen
- Orden „Für militärische Verdienste“
- Weitere Medaillen